# Ise Sadaoki
Ise Sadaoki (伊勢 貞興?; 1559 – 2 luglio 1582) è stato un militare giapponese del periodo Sengoku, servitore del clan Akechi.

## Biografia
Sposato con la figlia di Akechi Mitsuhide, Sadaoki in seguito servì sotto Mitsuhide, poi attraverso di lui, Oda Nobunaga. Nonostante la giovane età proveniva da una importante famiglia di guerrieri da sempre servitrice della famiglia Akechi e provò prima a Nobunaga e poi a Mitsuhide il proprio coraggio. 
Il 2 luglio 1582 durante l'incidente di Honnō-ji, attaccò Oda Nobutada, erede di Nobunaga, al suo castello ed ebbe una grande vittoria. 
Il mese seguente, il 2 luglio, guidò 2.000 uomini della famiglia Ise nella battaglia di Yamazaki scontrandosi con Nakagawa Kiyohide e Takayama Shigetomo nel tentativo di salvare Mitsuhide. Durante i furiosi combattimenti che ne seguirono Sadaoki perse la vita.